# Fallsjön
För andra betydelser, se Fallsjön (olika betydelser).

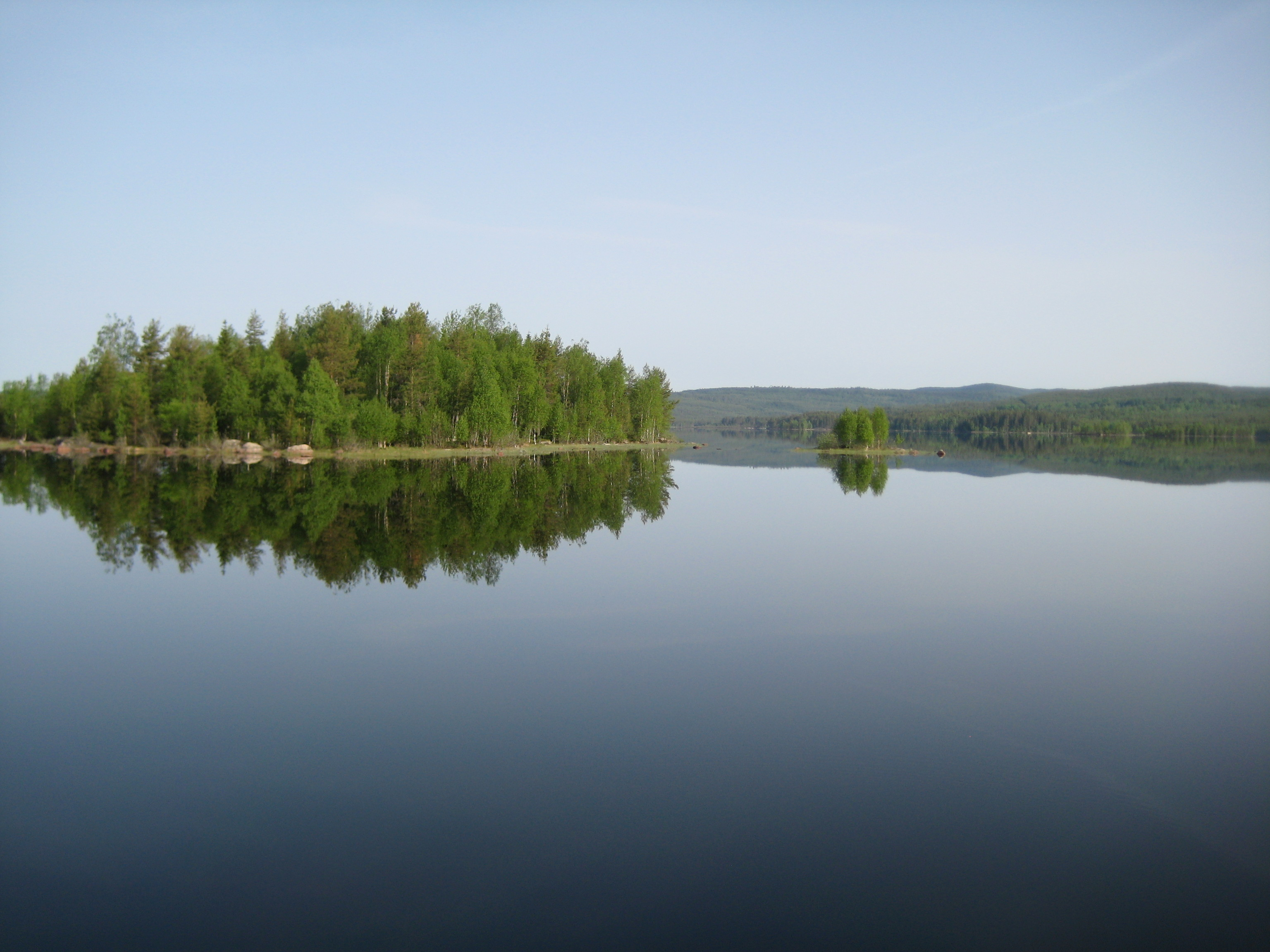
Fallsjön sett från östsidan

Fallsjön (på norska Fallsjøen, även kallad Nordre Røgden) är en sjö som har den ena delen i Södra Finnskoga socken i Torsby kommun i Värmland och den andra i Åsnes kommun i Innlandet fylke i Norge. Sjön ligger 368 meter över havsnivå och har en areal på 4,8 kvadratkilometer, varav 1,85 kvadratkilometer i Sverige. Utloppet heter Rotbergsåa och rinner ned till Rotbergsjøen i Norge och vidare till Röjden, varifrån Röjdan fortsätter till Torsby, där den mynnar ut i Övre Fryken. Vattenståndet är reglerat genom uppdämning och hålls hög under sommaren. Till följd av detta kan högre vattenföring i Röjdan säkras under vintern, när detta behövs för elproduktion vid elverken i Röjdåfors och Torsby. 
Norr om Fallsjön finns samhället Röjden och Falltorp/Fall, där riksgränsen mellan Norge och Sverige går.